# Nohra Puyana de Pastrana
Nohra Puyana de Pastrana (de soltera, Puyana Bickenbach; Medellín; 29 de mayo de 1955) es una periodista y política colombiana. 
Fue primera dama de Colombia entre 1998 y 2002, tras la elección de su esposo, Andrés Pastrana Arango como Presidente de la República, y primera dama de Bogotá, en el período de 1988 y 1990, también gracias a la elección de su esposo como alcalde de Bogotá.

## Biografía
Nohra Puyana Bickenbach, es la hija mayor del industrial cervecero santandereano Eduardo Puyana y de la bogotana de origen alemán Alícia Bickenbach Plata. Después de su nacimiento la familia Puyana Bickenbach se instaló en la ciudad de Bogotá donde Nohra se crio y nacieron sus hermanos. 
Nohra hizo sus estudios en el colegio Marymount administrado por Religiosas del Sagrado Corazón de María, razón por la cual ella asegura ser una católica devota. Tiempo después adelantó estudios de periodismo y de mercadeo en la École Française des Attachés de Presse, en París. Ciudad en la que se desempeñó en el servicio de prensa de la Unesco, la revista Elle, la oficina de prensa de Christian Dior y en la organización de Prét-à-Porter de Cannes.
En 1978 durante una corrida de toros de Palomo Linares en Cartagena a la que fue invitada por Juan Manuel Santos, conoció a Andrés Pastrana con quien tres años después se casó y tuvieron tres hijos.

### Carrera política
En 1987 su esposo lanzó su candidatura a la Alcaldía de Bogotá, para lo cual Nohra se convirtió en importante activista para la campaña. 
En enero de 1988, en plena campaña Andrés Pastrana fue secuestrado por hombres armados bajo las órdenes de Pablo Escobar y el Cartel de Medellín. Nohra se apersonó de la campaña y la continuó hasta la liberación de su esposo el 25 de enero del mismo año. El secuestro de Pastrana buscaba servir como presión para la caída del tratado de extradición entre el gobierno de Colombia y los Estados Unidos.
Luego de su liberación, la imagen pública de Pastrana creció hasta tal punto que resultó electo como Alcalde Mayor de Bogotá para el período del 1 de junio de 1988 al 31 de mayo de 1990.

### Primera dama de Bogotá (1988-1990)
De 1988 a 1990 como primera dama de Bogotá, Nohra promovió varios programas enfocados en la infancia, las mujeres y la vejez desfavorecida de la ciudad. Entre éstos programas destacan Vacaciones Recreativas, diseñadas para los períodos de descanso escolar; Viva Bogotá, destinada a las familias de bajos recursos con el fin de crearles espacio para el esparcimiento familiar.
También recuperó varios programas de alimentación para niños de escasos recursos como el Vaso de leche y la Mogolla, que fue creado durante el gobierno nacional de su suegro Misael Pastrana, en los años 70.

### Post alcaldía Pastrana
Su esposo dejó el gobierno de la ciudad en mayo de 1990 en medio de varios inconvenientes de seguridad por la arremetida del Cartel de Medellín contra objetivos importantes de la ciudad, y no exento de problemas ambientales como la deforestación de la avenida Caracas y la privatización del sistema de recolección de basuras de la ciudad.
En 1991 su esposo fue elegido como uno de los congresistas de Colombia, luego de la sanción de la Constitución de 1991 (en cuya elaboración también participó su suegro Misael), y en 1993 Pastrana renunció a su curul para lanzar su primera candidatura presidencial.
En 1994, Nohra Puyana se concentró en los temas de recreación y deporte y promovió la recuperación de 29 parques ubicados en distintos sectores marginados del país, durante la campaña presidencial de su esposo, que pese a ser favorito perdió contra el liberal Ernesto Samper. Luego de la elección de Samper, su esposo se enfrascó en una guerra mediática para demostrar que Samper había sido financiado por la mafia colombiana en su campaña.
Debilitado el gobierno Samper, su esposo lanzó su segunda campaña presidencial, enfrentándose al exministro de Samper, Horacio Serpa, y venciéndolo en 1998.

### Primera dama de la Nación (1998-2002)

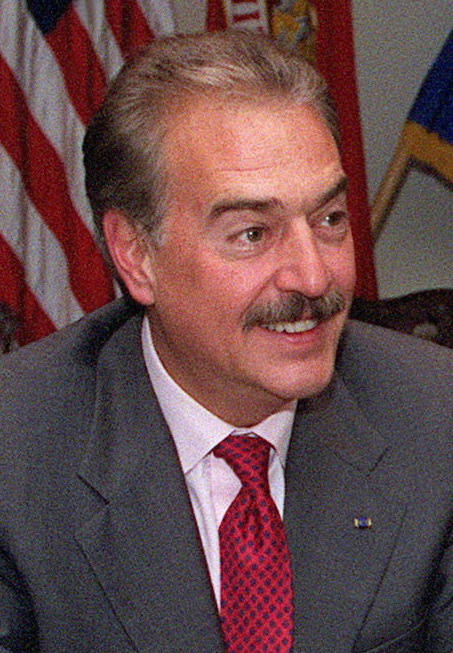
Su esposo Andrés Pastrana en 2001

Como primera dama de Colombia, ejerció un papel muy importante en beneficio de los niños del país, luchando por la creación de espacios deportivos para los niños y fortalecer los comedores comunitarios infantiles.
En 1998, cuando asumió el puesto de primera dama, fue presidenta de la junta directiva del Instituto Colombiano de Bienestar Familiar y apoyó a la fundación Nutrir creando una guía alimentaria para la población colombiana mayor de dos años, la que se convirtió en un instrumento educativo que tenía como fin orientar la elección de una alimentación nutricionalmente balanceada, que contribuyera a prevenir las deficiencias nutricionales y las enfermedades crónicas no transmisibles relacionadas con la alimentación.
En 1999, tras el terremoto de Armenia, Nohra Puyana de Pastrana lideró una comisión humanitaria para solucionar las necesidades de los damnificados, también entronizó una imagen de la Virgen de Guadalupe que recibió como regalo del Gobierno de México para la ciudad de Armenia y toda la región afectada por el terremoto. El 12 de marzo de 1999 recibió de manos del rey Juan Carlos I de España la gran cruz de la Orden de Isabel la Católica.
En el Municipio de Chinácota Norte de Santander hay una urbanización llamada Nohra Puyana, en honor a la primera dama, recordando sus raíces santandereanas, barrio donde se construyeron viviendas de interés social.
Nohra Puyana de Pastrana lideró diversos proyectos benéficos para los más necesitados, entre ellos está el Proyecto de Reconstrucción Integral San Cayetano un Nuevo Amanecer y la apertura de ludotecas en distintas regiones de Colombia.
Lideró buena parte del sector social del gobierno pero no buscó protagonismo, no compitió en la escena. Quizá por eso mismo su imagen pública obtuvo el curso contrario a la de su marido: mientras Pastrana descendió en las encuestas, Nohra ascendió, ya que ella lideró alianzas con la empresa privada de Colombia para obtener como meta 60.000 desayunos escolares.

### Postgobierno Pastrana
El 7 de agosto de 2010 Nohra Puyana de Pastrana estuvo presente en el acto de posesión de Juan Manuel Santos Calderón como Presidente de Colombia y ocho años después estuvo en el acto de posesión del presidente Iván Duque Márquez.

## Familia
Nohra es la hija mayor del matrimonio Puyana Bickenbach. Su padre era Eduardo Puyana, industrial oriundo de Bucaramanga, propietario de la cervecería Andina, que fue vendida a Bavaria en 1975. Eduardo contrajo matrimonio con la colombiana de origen alemán Alícia Bickenbach Plata.
Así mismo Eduardo era primo del músico y político colombiano Rafael Puyana. El bisabuelo de Rafael y Eduardo era David Puyana Figueroa, un pionero del cultivo de café en Colombia quien además participó en la fundación del Banco Santander, de la compañía Santandereana de Vapores, de las exportaciones de quina, cacao y tabaco.
Eduardo fue secuestrado en 1991 con fines extorsivos. El cadáver de Eduardo Puyana Rodríguez fue encontrado en el municipio de Samaná Caldas. La controversia sobre su muerte indica que aunque la versión oficial es que un hombre llamado Enrique Pardo Hasche, involucrado con la familia Pastrana y narcotraficante (quien fue condenado por los hechos) es el responsable del crimen, se manejan versiones distintas, como que el delito fue cometido por el Cartel de Medellín.

### Matrimonio
El 20 de marzo de 1981 Nohra contrajo nupcias con Andrés Pastrana, en la iglesia San Pedro Claver de Cartagena. Andrés es hijo del político conservador y presidente  de Colombia entre 1970 y 1974, Misael Pastrana Borrero y de su esposa María Cristina Arango, quien era hija del político liberal Carlos Arango Vélez.
Uno de sus cuñados es el periodista Juan Carlos Pastrana, quien está casado con Cayetana Valencia, hermana de la congresista Paloma Valencia. Las Valencia son nietas del expresidente de Colombia, Guillermo León Valencia y del periodista y político colombiano, fundador de la Universidad de los Andes, Marío Laserna Pinzón.
El matrimonio Pastrana Puyana tuvo tres hijos: Santiago, Laura y Valentina. Puyana de Pastrana siempre ha valorado la unión familiar y según ella su hija Valentina llegó en un momento muy difícil para ella y su familia.
Santiago es empresario y activista del Partido Conservador desde 2013, y está casado con la presentadora colombiana Sabinna Nicholls Ospina, bisnieta del político conservador Mariano Ospina Pérez, amigo personal del abuelo de los Pastrana Puyana (Misael Pastrana). Por su parte Laura Pastrana está casada con el empresario isarelí Ofir Josef Menahem.